# Cambil
Cambil is een gemeente in de Spaanse provincie Jaén in de regio Andalusië met een oppervlakte van 140 km². Cambil telt 2.802 inwoners (1 januari 2016).

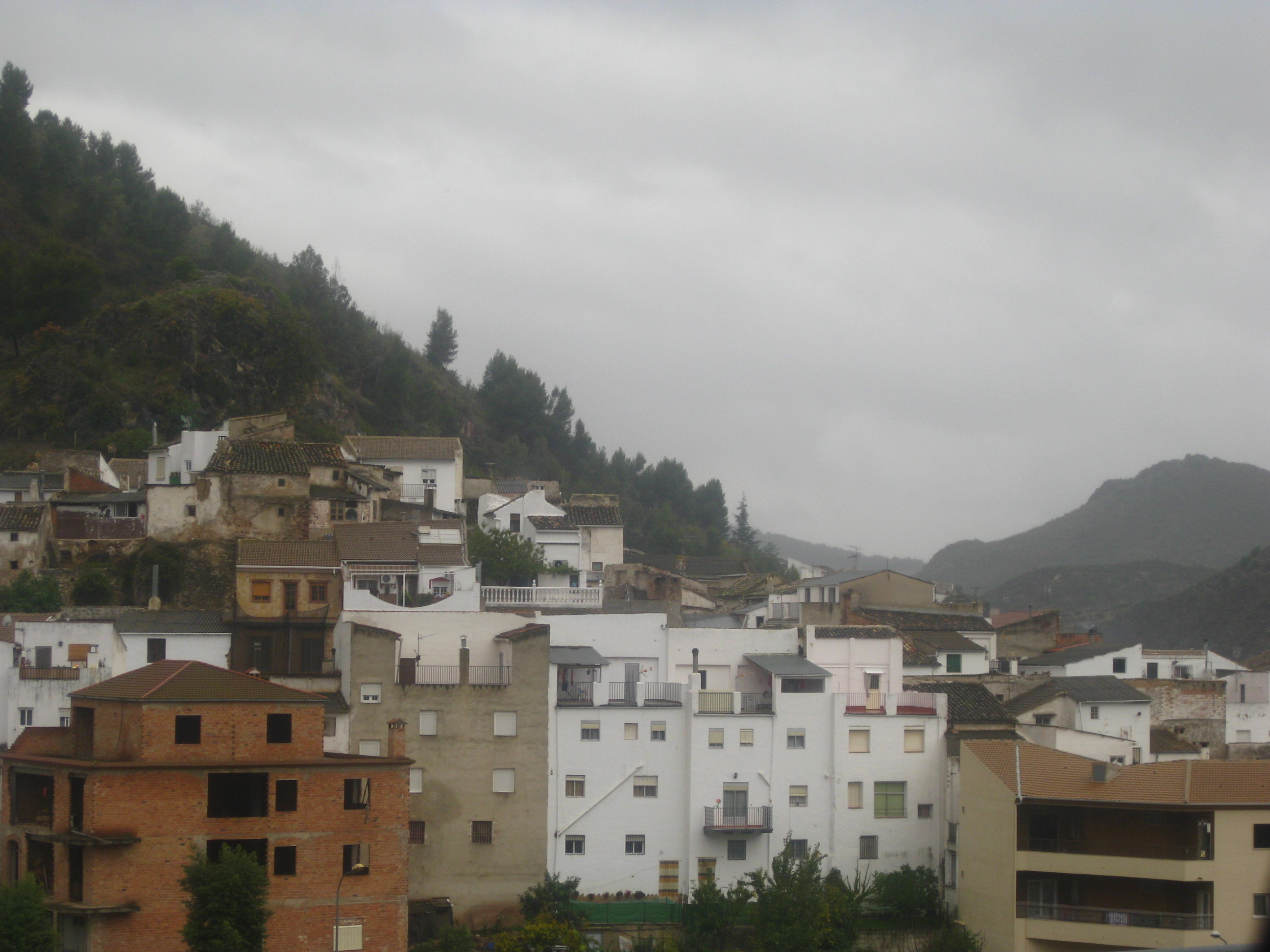
Cambil